# Cantón de Oullins
El cantón de Oullins (en francés canton d'Oullins) era una división administrativa francesa, que estaba situada en el departamento de Ródano, de la región de Ródano-Alpes.

## Composición
El cantón estaba formado por la comuna que le daba su nombre, Oullins.

## Supresión del cantón
En aplicación del artículo L3611-1 del código general de las colectividades territoriales francesas, el cantón de Oullins fue suprimido el 1 de enero de 2015 y su comuna pasó a formar parte de la Metrópoli de Lyon.